# 南下原町
南下原町（みなみしもはらちょう）は、愛知県春日井市の地名。

## 地理
春日井市中央部に位置する。東は東野町、西は岩野町、南は六軒屋町、北は鷹来町・西山町に接する。

### 学区
大半の地域は春日井市立松原小学校だが、西山町から南下原町4丁目に変更となった地域は西山小学校であり、岩野町から南下原町2丁目に変更となった地域を含む北西部の一部は大手小学校の位置も考慮し大手小学校となっている。

## 歴史

### 人口の変遷
国勢調査による人口および世帯数の推移。
| 1995年（平成7年）  | 436世帯 1390人 |  |
| 2000年（平成12年） | 405世帯 1186人 |  |
| 2005年（平成17年） | 411世帯 1208人 |  |
| 2010年（平成22年） | 412世帯 1180人 |  |
| 2015年（平成27年） | 458世帯 1241人 |  |
| 2020年（令和2年）  | 483世帯 1260人 |  |

### 沿革
1996年に南下原町西部が岩野町2丁目、大手田酉町3丁目に編入される。

## 交通
- 愛知県道197号小牧春日井線[1]
- 愛知県道196号神屋味美線[1]

## 施設
- 八幡社[1]
- 鑿井竣成碑[2]   　入鹿用水の最下流に位置した南下原は水量の少なさに悩まされ、井戸を掘って農業用（灌漑用）の水を確保することにした。昭和8年に入鹿組合に陳情。昭和9年に許可が出たので、耕地整理組合を設立。日本鑿泉會社（現在の「日さく」）に工事（鑿井）を委託したところ、昭和10年2月に水が滾々と湧き出た。これは愛知県下最初の事業だった。

### WEB
1. ↑  “愛知県春日井市の町丁・字一覧”.   人口統計ラボ. 2023年10月20日閲覧。
2. 1 2  総務省統計局 (2022年2月10日). “令和2年国勢調査の調査結果(e-Stat) - 男女別人口，外国人人口及び世帯数－町丁・字等” (CSV). 2023年8月2日閲覧。
3. ↑  “愛知県春日井市の郵便番号一覧”.   日本郵便. 2023年10月20日閲覧。
4. ↑  “市外局番の一覧” (PDF).   総務省 (2022年3月1日). 2022年3月22日閲覧。
5. ↑  総務省統計局 (2014年3月28日). “平成7年国勢調査の調査結果(e-Stat) - 男女別人口及び世帯数 －町丁・字等” (CSV). 2021年7月20日閲覧。
6. ↑  総務省統計局 (2014年5月30日). “平成12年国勢調査の調査結果(e-Stat) - 男女別人口及び世帯数 －町丁・字等” (CSV). 2021年7月20日閲覧。
7. ↑  総務省統計局 (2014年6月27日). “平成17年国勢調査の調査結果(e-Stat) - 男女別人口及び世帯数 －町丁・字等” (CSV). 2021年7月21日閲覧。
8. ↑  総務省統計局 (2012年1月20日). “平成22年国勢調査の調査結果(e-Stat) - 男女別人口及び世帯数 －町丁・字等” (CSV). 2021年7月21日閲覧。
9. ↑  総務省統計局 (2017年1月27日). “平成27年国勢調査の調査結果(e-Stat) - 男女別人口及び世帯数 －町丁・字等” (CSV). 2021年7月21日閲覧。

### 書籍
1. 1 2 3 4 5  「角川日本地名大辞典」編纂委員会 1989, p. 1653.
2. ↑  “富中昭智「南下原・八田川堤防上の『鑿井竣成碑』を追って」『春日井郷土史　第９号』春日井郷土史研究会”. www.md.ccnw.ne.jp. 2025年5月14日閲覧。